# Errina macrogastra
Errina macrogastra är en nässeldjursart som beskrevs av Marenzeller 1904. Errina macrogastra ingår i släktet Errina och familjen Stylasteridae. Inga underarter finns listade i Catalogue of Life.